# Jaime Salazar
Jaime Salazar Gutiérrez (Ciudad de México; 6 de febrero de 1931-Cuernavaca; 14 de marzo de 2011) fue un futbolista mexicano que actuó en el mediocampo.

## Trayectoria
Estuvo bajo contrato entre 1953 y 1960 en el Necaxa de su ciudad natal. Formó parte de la selección de México en la Copa del Mundo de 1958, pero no fue utilizado allí.

### Participaciones en Copas del Mundo
| Mundial                        | Sede   | Resultado    |
| ------------------------------ | ------ | ------------ |
| Copa Mundial de Fútbol de 1958 | Suecia | Primera fase |

## Palmarés

### Títulos nacionales
| Título      | Equipo | País   | Año     |
| ----------- | ------ | ------ | ------- |
| Copa México | Necaxa | México | 1959-60 |